# Duplex Éric Kamgang
Duplex Éric Kamgang est un entrepreneur camerounais connu pour son entreprise de service et d'accompagnement aux étudiants étrangers, Studely.

## Biographie

### Enfance, éducation et débuts
Il est natif de Douala.
En 2009, il obtient un master à l'Université catholique d'Afrique centrale de Yaoundé. Il obtient un autre master en France (à la Skema Business School) avant de travailler en Finance chez Total et rejoint EDF en 2012.

### Carrière
Il lance Studely, l'entreprise de service aux étudiants en leur facilitant les formalités administratives et bancaires telles les inscriptions, le dépôt de caution bancaires et l'accompagnement pour l'obtention de visa et l'installation. En 2021, il a accompagné plus de 10 000 étudiants de 65 pays.